# Крізь кротовину
Крізь кротовину з Морганом Фріменом (англ. Through the Wormhole with Morgan Freeman іноді Крізь Кротовину) — американський документальний науково-популярний телесеріал виробництва Discovery, що показується на Science Channel. Станом на 2014 рік вийшло п'ять сезонів: прем'єра першого відбулася 9 червня 2010, другого — 8 червня 2011, третього — 6 березня 2012, четвертого — 20 березня 2013, п'ятого — 5 березня 2014. Виконавчий продюсер і ведучий — американський актор Морган Фрімен.

## Формат
Серіал розглядає найбільш бентежні таємниці сучасної науки. Серед них питання про існування Бога та інопланетян, істинну природу Всесвіту, загадка чорних дір і т. д. Також подаються бачення авторів можливих подій і досягнень людства в майбутньому, наприклад результат виявлення та зустрічі з іншою цивілізацією, перемога над старінням. У фільмах залучені вчені з найрізноманітніших галузей науки з усього світу.
У першому сезоні Морган Фрімен вів розповідь на блакитному тлі, в наступних він знаходиться в темній кімнаті. Кожна серія традиційно починається розповіддю з дитинства Фрімена.

## Список серій
| № | Назва серії                        | Опис серії | Прем'єра       |
| - | ---------------------------------- | --- | -------------- |
| 1 | Чи є Бог?                          | Утворився наш Всесвіт з волі випадку, чи вона була створена Богом, який плекає і підтримує все живе?                                                      | 9 червня 2010  |
| 2 | Загадка Чорних дір                 | Вони — найпотужніші об'єкти у Всесвіті. Ніщо, навіть світло, не може подолати гравітацію чорної діри.                                                     | 16 червня 2010 |
| 3 | Чи дійсно подорожі у часі можливі? | Виявлення способу подорожі в минуле вимагає порушення межі швидкості світла, яке поки здається неможливим. Але чи так це насправді?                       | 23 червня 2010 |
| 4 | Що було до початку?                | Якщо Всесвіт народився, з чого він виник? | 30 червня 2010 |
| 5 | Як ми опинилися тут?               | Як космос об'єднувався, щоб створити життя, яке ми знаємо? Що ми маємо на увазі під словом 'життя'? І що дасть нам пізнання цієї таємниці в іншому місці? | 7 липня 2010   |
| 6 | Чи самотні Ми?                     | Чому ми все ще не зустріли братів по розуму? Чи дозволяє розвиток нашої техніки шукати інші цивілізації?                                                  | 14 липня 2010  |
| 7 | З чого ми створені?                | Великий адронний коллайдер дав зрозуміти нам з чого ми складаємося, але правда все це?                                                                    | 21 липня 2010  |
| 8 | Позаду імли                        | Темна матерія не єдина дивне речовина у Всесвіті. Що таке темна енергія?                                                                                  | 28 липня 2010  |

### Другий сезон
| №  | Назва серії                                 | Опис серії | Прем'єра       |
| -- | ------------------------------------------- | --- | -------------- |
| 9  | Чи є життя після смерті?                    | Що відбувається після смерті? Ми просто перестаємо існувати або переходимо в іншу форму життя? Сьогодні вчені впритул підійшли до відповіді на це питання. | 8 червня 2011  |
| 10 | Чи є кінець у Всесвіту?                     | Здається, що космос нескінченний, але чи так це? Нові докази свідчать, що у Всесвіті є кінець. Так що ж знаходиться за межами цієї космічної кордону?      | 15 червня 2011 |
| 11 | Чи існує час?                               | Час — визначальна характеристика відомому нам Всесвіті, але існує воно насправді? Деякі провідні світові вчені ставлять під сумнів наше розуміння світу.   | 22 червня 2011 |
| 12 | Чи є більше ніж три Виміри?                 | Озброївшись самими передовими науковими інструментами в історії людства, фізики намагаються розкрити секрети інших вимірів.                                | 29 червня 2011 |
| 13 | Чи є шосте відчуття?                        | Наскільки ми можемо відчути речі? Вчені досліджують приховані глибини мозку і розглядають можливість існування глобальної свідомості.                      | 6 липня 2011   |
| 14 | Чи є паралельні світи?                      | Чи можуть існувати паралельні світи в реальносты? Морган Фріман розглядає можливість того, що доля Всесвіту залежить від прихованих космічних близнюків.   | 13 липня 2011  |
| 15 | Як влаштований Всесвіт?                     | Вчені аналізують рівні буття і перевіряють, наскільки нові підходи до розуміння світу дозволять нам розкрити загадки Всесвіту.                             | 20 липня 2011  |
| 16 | Чи можемо ми подорожувати швидше за світло? | Двигун викривлення простору, кротовини і телепортація: якщо вчені зможуть подолати швидкість світла, ми зможемо дійти до позамежних кордонів.              | 27 липня 2011  |
| 17 | Чи можемо ми жити вічно?                    | Смерть і розкладання здаються логічним кінцем для всього, що існує в нашому світі. А що, якщо життя нескінченне? Вчені починають пошуки безсмертя.         | 3 серпня 2011  |
| 18 | Як виглядають інопланетяни?                 | Екзобіологією створюють свою енциклопедію позаземного життя. Екзотичних світів все більше і більше, з якими істотами ми можемо зустрітися?                 | 10 серпня 2011 |

### Третій сезон
| №  | Назва серії                          | Опис серії | Прем'єра       |
| -- | ------------------------------------ | --- | -------------- |
| 19 | Чи виживемо ми при першому контакті? | Чи виживемо ми при першій зустрічі з інопланетною цивілізацією? Чи стане ця зустріч гігантським проривом в історії людства, або, може, ця зустріч стане її кінцем? | 6 березня 2012 |
| 20 | Чи існує вища раса?                  | Чи відрізняються люди різних рас, або тільки виглядають по-різному? Чи будуть люди майбутнього вважати себе вище нас? | 6 червня 2012  |
| 21 | Всесвіт — живий організм?            | Чи може життя існувати зовсім на іншому рівні, де планети це живі клітини, а чорні діри — ДНК самого космосу? Можливо, що таємниці всесвіту можна розкрити за допомогою біології, а не фізики. | 13 червня 2012 |
| 22 | Що робить нас тими, хто ми є?        | Чому ж кожен з нас настільки унікальний? Що створює нашу особистість: вроджений хист або ж багаж набутих знань, а може нас змінюють близькі люди? Для того щоб це дізнатися необхідно досліджувати останній рубіж нашого розуму — мозок.                                                             | 20 червня 2012 |
| 23 | Що таке «ніщо»?                      | Чи справді вакуум порожній, або він таїть в собі приховані сили? Це сили які привели до створення нашої всесвіту, або сили які можуть зруйнувати наш світ, яким ми його знаємо? Розуміння природи порожнечі, можливо одне з найважчих загадок для сучасної науки.                                    | 27 червня 2012 |
| 24 | Чи можемо ми воскрешати мертвих?     | Чи можливо те, що незабаром навіть смерть буде підвладна людині? Чи зможемо ми, повністю розкривши генетичний код людини, навчитись його переносити в електронний мозок або зовсім нове тіло? Але чи залишимося ми собою після цього?                                                                | 11 липня 2012  |
| 25 | Чи можна викорінити зло?             | З незапам'ятних часів і до цього дня людство бореться зі своєю темною стороною. Що ж штовхає на вигляд нормальних людей на жорстокість і насильство? Сьогодні дослідники намагаються докопатися до прихованих механізмів, що викликають внутрішніх демонів.                                          | 18 липня 2012  |
| 26 | Таємниці підсвідомості               | В нашій голові цілий незвіданий світ, в ньому все про що ви думаєте; все що ви знаєте; навіть думки і здатності про яких ми не підозрюємо. Безліч вчених намагаються розгадати здатності, щоб зрозуміти на що ж насправді здатен наш мозок.                                                          | 25 липня 2012  |
| 27 | Чи закінчиться вічність?             | Що може сучасна наука розповісти нам про вічність. Чи може час йти вічно, або ж Вічність не настільки вже й вічна? Чи можливий апокаліпсис не в масштабах нашої планети або сонячної системи, як ми всі звикли думати? Чи можлива подія здатне знищити все, навіть час?                              | 1 серпня 2012  |
| 28 | Придумали ми Бога?                   | Ще з давніх-давен люди вірили в Богів які створили наш світ, багато хто вірить в Бога і до цього дня. Вчені тому не виключення, вони шукають Бога в лабораторіях віртуальної реальності в мозку шимпанзе або навіть в одязі серійного вбивці, таким чином шлях до Бога набуває несподіваний поворот. | 8 серпня 2012  |

### Четвертий сезон
| №  | Назва серії                                     | Опис серії | Прем'єра        |
| -- | ----------------------------------------------- | --- | --------------- |
| 29 | Це частинка Бога?                               | Відкриття атома. Відкриття частки Бога? | 20 березня 2013 |
| 30 | Коли зароджується життя?                        | У всього є початок. Коли ж настає момент нашого початку: коли зливаються дві клітини? або коли ми народжуємося? Життя поняття біологічне, або ж самосвідомість говорить нам що ми живі? | 5 червня 2013   |
| 31 | Чи зможемо ми пережити смерть Сонця?            | Кожна істота на землі живе за рахунок енергії нашого сонця, але і воно не вічне. Що ж трапитися, коли прийде час нашої зірці згаснути? Чи знайдемо ми собі новий будинок? або здобудемо законами природи і створимо собі нове світило? | 12 червня 2013  |
| 32 | Як мислять прибульці?                           | Чи можуть думки прибульців бути зрозумілі нам? Чи правда що всі форми розуму діють по одному зразку? Можливо, що для прибульців емоції важливіше розуму, а тіло і мозок мають рівну значущість. | 19 червня 2013  |
| 33 | Чи зникне секс?                                 | | 26 червня 2013  |
| 34 | Чи можливо «зламати» наш розум?                 | Людський мозок зберігає всю інформацію про наше життя: наші спогади, здатності і потаємні бажання. Ми не ділимося особистими думками, які хочемо приховати від всіх. Однак незабаром все може зміниться, хакери вже давно навчилися зламувати електронні носії інформації ; близький той день коли наш біологічний комп'ютер виявиться під загрозою? | 3 липня 2013    |
| 35 | Чи справді роботи — майбутнє людської еволюції? | | 10 липня 2013   |
| 36 | Чи реальна дійсність?                           | | 17 червня 2013  |
| 37 | Ми маємо свободу вибору?                        | | 24 червня 2013  |
| 38 | Бог створив еволюцію?                           | | 31 липня 2013   |

### П'ятий сезон
| №  | Назва серії                       | Опис серії | Прем'єра        |
| -- | --------------------------------- | ---------- | --------------- |
| 39 | Ідея Бога позаземного походження? |            | 5 березня 2014  |
| 40 | Чи реальна вдача?                 |            | 12 березня 2014 |
| 41 | Чи обумовлена бідність генетично? |            | 4 червня 2014   |
| 42 | Як зруйнувати наддержаву?         |            | 11 червня 2014  |
| 43 | Чи розумний океан?                |            | 18 червня 2014  |
| 44 | Чи можливий зомбі-апокаліпсис?    |            | 25 червня 2014  |
| 45 | Чи ілюзорна гравітація?           |            | 2 липня 2014    |
| 46 | Чи станемо ми Богом?              |            | 9 липня 2014    |
| 47 | Чи існує прихований Всесвіт?      |            | 16 липня 2014   |
| 48 | Коли почався час?                 |            | 23 липня 2014   |

### Шостий сезон
| №  | Назва серії              | Опис серії | Прем'єра       |
| -- | ------------------------ | ---------- | -------------- |
| 49 | Ми всі упереджені?       |            | 29 квітня 2015 |
| 50 | Чи може час йти назад?   |            | 6 травня 2015  |
| 51 | У чому сенс життя?       |            | 13 травня 2015 |
| 52 | Ми живемо в матриці?     |            | 20 травня 2015 |
| 53 | Прибульці всередині нас? |            | 27 травня 2015 |
| 54 | Чому ми брешемо?         |            | 3 червня 2015  |